# Jesús Anaya Díaz
Jesús Anaya Díaz (Madrid, 1953) es un arquitecto español reconocido por su experiencia e investigaciones en el campo de la Construcción y Tecnología Arquitectónicas.

## Trayectoria
Anaya estudió arquitectura en la Escuela Técnica Superior de Arquitectura de Madrid (ETSAM) y se graduó en 1979. Después se doctoró en 2004 por la Universidad Politécnica de Madrid. Es profesor en el Departamento de Construcción y Tecnología Arquitectónicas de la ETSAM y Departamento de Proyectos, en varios programas formativos, de grado y de postgrado. Realiza una labor investigadora participando en congresos especializados en tipologías y sistemas constructivos, interés que se recoge en las publicaciones que ha realizado sobre El donativo Cebrián y la formación de la arquitectura moderna española, desde el 2006 al 2009, participando en foros, conferencias y congresos sobre tipologías constructivas. Alineado con los objetivos de Juan C. Cebrián en documentar técnicamente la construcción de las edificaciones, con cálculos de los diseños constructivos, así como de los aspectos de salubridad del aire interior, ante las innovaciones que suponen la utilización de nuevos materiales y sistemas constructivos en los edificios.
En su labor docente e investigadora ha publicado artículos en revistas científicas, libros y ha dirigido varias tesis doctorales. Ha participado como docente en universidades de todo el mundo, destacar sus colaboraciones con la Escuela Técnica Superior de Arquitectura de La Coruña, la Universidad Politécnica de Cataluña, la Universidad Internacional Menéndez Pelayo, la Escuela de Ingeniería y Arquitectura de Universidad de Bolonia, el Queens` College (Cambridge) o el Consejo Superior de los Colegios de Arquitectos de España, así como en los Colegios de Arquitectos de Asturias, La Coruña o Zaragoza. 
Anaya fundó un despacho con la arquitecta Pilar Volpini Reyes, Anaya Arquitectos, en 1980, desde el que ejerce como arquitecto profesional, colegiado en el Colegio Oficial de Arquitectos de Madrid, desarrollando proyectos de arquitectura, planeamiento urbano y diseño. Realiza un trabajo reconocido con numerosos premios a nivel internacional, tanto a sus proyectos como a sus obras realizadas por todo el  mundo. Destacar los premios recibidos en restauración arquitectónica, en 1992 el premio COAM y en 1995 el premio GASLE, las  nominaciones en 1993 para la Bienal de Arquitectura, o el Premio Asprima en 2005 y en 2012. Entre los últimos proyectos realizados, destacar la rehabilitación del Ayuntamiento de Outes en 2011, el nuevo Centro de Actividades Náuticas en Freixo (Fonsagrada) de 2012 o el Paseo Marítimo de Esteiro (Muros).

## Obras seleccionadas

### Tesis
- 2004 La búsqueda de un modelo industrial. El acceso de una nueva concepción técnica a la arquitectura española de la primera mitad del siglo XX.[6][7]

### Libros
- 1985 La ciudad impuesta, ¿una nueva ciudad?aproximación a un estudio sobre los poblados de colonización de posguerra. ISBN 84-7491-181-8, págs. 329-338.[8]
- 2009 El Donativo Cebrián. Origen de la divulgación de las tipologías constructivas en el primer tercio del siglo XX en España. ISBN 978 84 690 0834 8.[9][10]

### Arquitectura y urbanismo
- 1985-2000 Centro Histórico de Muros, restauración premiada por el Consejo de Galicia.
- 2003 Restauración del Goethe-Institut, Madrid.
- 2006 Complejo urbano en Tánger con infraestructuras urbanas y 4.500 apartamentos.
- 2009 Ciudad para 60 000 habitantes. Marrakech (Marruecos).